# 林氏副棘箱魨
林氏副棘箱魨為輻鰭魚綱魨形目鱗魨亞目箱魨科的其中一種，為温帶海水魚，分布於西南太平洋紐西蘭海域，棲息於底中層水域，生活習性不明。